# Passagier nach Frankfurt
Passagier nach Frankfurt (Originaltitel Passenger to Frankfurt) ist ein Spionagethriller von Agatha Christie, der 1970 in Großbritannien und in den USA erschien. Eine deutsche Übersetzung wurde erstmals 2008 veröffentlicht.
Die Hauptfiguren des Romans sind Sir Stafford Nye, Adeliger im diplomatischen Dienst des Vereinigten Königreichs, und eine geheimnisvolle Frau, die Sir Stafford bei einer Zwischenlandung seines Fluges von Malaysia nach London in Frankfurt kennenlernt. Später in London sucht Nye nach der Frau und nimmt schließlich Kontakt zu ihr auf. Diese weiht ihn in einen Zirkel einflussreicher Personen ein, die auf der Suche nach einer Organisation sind, die weltweit die Ursache für Jugendunruhen, Anarchie, Waffenhandel und Drogenhandel sein soll. Zusammen mit der Frau, die sich als Gräfin Zerkowski herausstellt und als Spionin für den britischen Geheimdienst arbeitet, reist Nye auf der Suche nach weiteren Informationen durch Europa und Südamerika. Dort kommen sie einer weltweit agierenden Neo-Nazi-Organisation auf die Spur, welche die Weltherrschaft unter der Führung eines neuen arischen Supermanns übernehmen will. Es gelingt Sir Stafford, Gräfin Zerkowski und ihren Mitstreitern, die Verschwörung aufzudecken und einige der Hauptfiguren auszuschalten. Ein Wissenschaftler wird motiviert, ein (zweifelhaftes) medizinisches Projekt zur Befriedung der Menschheit wiederaufleben zu lassen.

## Handlung
Der Diplomat Sir Stafford Nye muss auf dem Flug von Malaysia nach London aufgrund schlechten Wetters unplanmäßig in Frankfurt zwischenlanden. Dort trifft er eine mysteriöse Frau, die ihn um einen Gefallen bittet, um unerkannt nach London zu kommen: Er soll ihr seinen Reisepass, sein Flugticket und seinen Mantel überlassen und sich zum Schein von ihr betäuben lassen. Sir Stafford willigt ein, und der Plan gelingt: Von einem Bekannten in London, Horsham vom britischen Sicherheitsdienst, hört Sir Stafford, dass es der Frau gelungen ist, nach Großbritannien mit seinen Papieren einzureisen. Sir Stafford erhält später seinen Reisepass zurück.
Sir Stafford will mehr Hintergründe zu dieser Frau erfahren und gibt dazu eine verschlüsselte Suchanzeige in der Zeitung auf, die er mit „Passagier nach Frankfurt“ unterzeichnet. Sie antwortet, indem sie zunächst einen Treffpunkt auf einer Londoner Brücke ankündigt, wo sie ihm ein Ticket für eine Opernaufführung von Siegfried von Richard Wagner zusteckt. Die Frau erscheint erst zur zweiten Hälfte der Aufführung, verschwindet wieder und hinterlässt Sir Stafford ein Programmheft, wo sie die Noten des Siegfried-Motivs der Oper notiert hat.
Bei einem Besuch seiner Großtante Matilda erfährt Sir Stafford, dass es wohl eine weltweite Verschwörung geben soll, die eine Melodie aus der Oper Siegfried als Erkennungszeichen verwenden. Matilda ist mit einigen hochrangigen Militärs und Wissenschaftlern befreundet und ist somit für Sir Stafford eine wichtige Informationsquelle und Ratgeberin.
Sir Stafford trifft die mysteriöse Frau vom Flughafen unter dem Namen Gräfin Renata Zerkowski auf einem Botschaftsempfang des amerikanischen Botschafters Cortmann und seiner Frau Milly Jean wieder. Gräfin Zerkowski bietet Sir Stafford nach dem Empfang an, ihn nach Hause zu fahren. Tatsächlich bringt ihr Fahrer Sir Stafford zu einem geheimen Treffen im Haus des Finanziers Robinson, wo Sir Stafford Colonel Pikeaway, den Politiker Lord Altamount, Sir James Kleek und Horsham trifft, einen engen Kreis von Angehörigen des britischen Geheimdienstes, Politikern und Finanziers. Diese bitten Sir Stafford, die Frau, die sie in ihrem Kreis Mary Ann nennen, bei ihrer Arbeit zu unterstützen. Mary Ann ist aktiv in der Geheimdienstarbeit tätig und außerdem die Nichte von Lord Altamount sowie Angehörige des deutschen Adels. Sir Stafford und Mary Ann sollen zunächst nach Deutschland, um die Hintergründe einer weltweiten Verschwörung aufzuklären. Genauere Details erfährt Sir Stafford von Mary Ann zunächst nicht.
Hintergrund der Geheimdienstarbeit ist eine Verschwörung von Neo-Nazis: So werden die weltweiten Tendenzen zu Drogenkonsum, Anarchie und studentische Unruhen in Wirklichkeit von einem geheimen Ring von einflussreichen Leuten aus Politik und Wirtschaft geschürt. Dieser Ring hat einen faschistischen Hintergrund und will Nationalsozialisten weltweit an die Macht bringen. Als Führungsfigur, die vor allem die Jugend beeindrucken soll, wird ein junger blonder Mann mit Swastika-Tatoo an seinem Fuß vorgeschoben, der „junge Siegfried“. Dieser junge Mann soll vorgeblich ein Sohn Adolf Hitlers sein, der den Zweiten Weltkrieg überlebte, nach Argentinien entkam und dort heiratete. Mary Ann war es gelungen, Beweise dafür zu sammeln, dass der junge Siegfried ein Hochstapler ist. Als sie in Frankfurt Sir Staffords Hilfe erbat, waren ihr die Neo-Nazis auf der Spur, so dass sie fürchtete, nicht unbeschadet die Beweise nach England schmuggeln zu können.
Erstes Ziel des faschistischen Geheimrings ist es, Anarchie weltweit zu erzeugen. Eine wichtige Figur in diesem Zusammenhang ist die reiche und mächtige Industrielle Charlotte von Waldsausen, die in Bayern ein geheimes Hauptquartier der Faschisten betreibt. Sir Stafford und Mary Ann reisen deshalb zunächst unter dem Vorwand, Musikveranstaltungen zu besuchen, nach Bayern. Sie knüpfen dort Kontakt mit Charlotte von Waldsausen und geben vor, Anhänger ihrer faschistischen Ideologie zu sein. Dort sehen sie auch einen Auftritt von Franz Joseph, dem angeblichen Sohn Hitlers, wie er vor einer großen Menschenmenge mitreißend spricht. Sir Stafford und Mary Ann ziehen danach für ihre Nachforschungen nach Amerika weiter.
Während Sir Stafford, Mary Ann und die anderen Angehörigen der britischen Intelligenz die faschistische Bewegung erforschen, spitzt sich die Lage weltweit zu. In vielen Ländern, speziell in Südamerika, haben anarchistische Bewegungen die Macht übernommen. In Frankreich herrscht Anarchie. Auf Konferenzen in Paris und London wird über die Hintergründe gemutmaßt. Besorgnis erregt auch das weltweite Verschieben von Waffen. Es wird der Einsatz von Chemie- oder Atomwaffen gegen Aufständische erwogen und wieder verworfen. Es wird klar, dass eine Organisation, „Der Ring“ genannt, hinter den Aufständen steckt, mit führenden Figuren aus Finanz, Rüstung, Drogenhandel und Wissenschaft. Charlotte von Waldsausen hat die Führung der Finanzen inne, eine Frau unter dem Decknamen Juanita ist eine weitere Führungsfigur mit unbekannten Aufgaben.
Sir Staffords Großtante, Lady Matilda, ist eine alte Schulkameradin von Gräfin Charlotte von Waldsausen. Sie reist ebenfalls nach Bayern, um dort als vorgeblich verarmte englische Adelige den Kontakt zu ihrer alten und inzwischen reichen Schulkameradin zu suchen. Sie findet bei ihrem Besuch heraus, dass Charlotte sich an die Spitze der faschistischen Bewegung setzen will.
Als Matilda nach England zurückkehrt, wird sie von Admiral Blunt aufgesucht. Dieser findet heraus, dass Matilda zu ihren vielen Kontakten auch den Wissenschaftler Robert Shoreham zählt. Dieser hat vor einiger Zeit an einem Projekt B oder Benvo gearbeitet, das Menschen gutwillig („benevolent“) machen soll.
Die Gruppe um Lord Altamount macht sich zum Wohnsitz von Professor Shoreham auf, der sich nach einem Schlaganfall aus der Wissenschaft zurückgezogen hat und alle Informationen zu Projekt B vernichtet hat. Wie sich herausstellt, ist Projekt Benvo die Erfindung einer Droge, die Menschen permanent gutwillig und altruistisch macht. Dies sieht nach einer möglichen Lösung für die weltweiten Probleme mit Jugendunruhen, Gewalt und Anarchie aus. Shoreham hat die Droge zwar erfolgreich entwickelt, aber schließlich alle Unterlagen vernichtet, weil die Wirkung der Droge auf die Menschen permanent sein würde. Während Shoreham und die Gruppe das Projekt noch diskutieren, stellt sich heraus, dass einer in der Gruppe ein Verräter ist: James Kleek versucht, Lord Altamount mit Gift zu töten, als es diesem gerade gelingt, Shoreham zur Wiederaufnahme des Projekts Benvo zu bewegen. Der Giftanschlag schlägt fehl, aber in diesem Augenblick tritt die Krankenschwester von Shoreham ein und versucht, Altamount zu erschießen. Sie wird entwaffnet. Wie sich herausstellt, handelt es sich bei der Krankenschwester um die verkleidete Milly Jean, die Frau des amerikanischen Botschafters Cortmann. Sie ist in Wirklichkeit „Juanita“, eine Schlüsselfigur im faschistischen „Ring“. Obwohl die Verräter entlarvt sind, ist es für Lord Altamount zu spät: Er stirbt durch den Schock über diesen gewaltsamen Anschlag.
Der Vorfall motiviert Shoreham, seine Forschung wieder aufzunehmen, um der Menschheit zu helfen und das Andenken von Lord Altamount zu ehren.
Im Epilog erfährt der Leser von der bevorstehenden Heirat von Sir Stafford mit Mary Ann. Sir Staffords fünfjährige Nichte Sybil wird das Blumenmädchen sein. Der angebliche Sohn von Hitler wurde inzwischen nach England gebracht und wird als Organist während ihrer Hochzeitszeremonie in der Kirche spielen. Sir Stafford stellt fest, dass er einen Trauzeugen vergessen hat. Er bittet seine Nichte Sybil, als Ersatz den Plüschpanda mitzubringen, den Sir Stafford als Mitbringsel für sie am Frankfurter Flughafen gekauft hat – der Panda war somit von Anfang an bei der Geschichte dabei.

## Form
Eine Besonderheit von Passenger to Frankfurt sind die weiblichen Figuren auf der Seite des Guten wie Bösen, die neben Stafford Nye die Protagonisten des Romans sind. So findet man die Figur der Mary Ann, die als Spionin einen tragenden Part in der Handlung übernimmt, und Charlotte von Waldsausen, die die Führungsfigur der faschistischen Verschwörung verkörpert. Lady Matilda ist eine weitere wichtige Figur im Roman, die als Ratgeberin und Informationsquelle für andere Charaktere dient. Mit diesen Figuren geht Christie über den sonst üblichen Einsatz weiblicher Charaktere hinaus, die sonst als romantische Ablenkung oder sexuelle Partner für die männlichen Protagonisten fungieren. Sir Stafford Nye, die männliche Hauptfigur, bleibt bei seinem Einsatz für den Geheimdienst dagegen in zweiter Reihe.
Christie greift mit ihrem Thema einer faschistischen Bewegung und Neo-Nazismus gängige Themen und Ängste ihrer Zeit auf.
Christie nennt ihren Roman in der Erstausgabe eine „Extravaganza“, denn die Geschichte ist im Wesentlichen phantastisch. Christie sagt jedoch im Vorwort zu ihrem Roman, dass viele der geschilderten Ereignisse in Europa und Südamerika sich entweder schon ereignen oder sich zumindest abzeichnen.

## Stellung in der Literaturgeschichte
Passenger to Frankfurt gehört zu den wenigen Spionagethrillern, die Agatha Christie verfasst hat, während sie sonst mit Kriminalromanen überaus erfolgreich war. Neben dem Spätwerk Passenger to Frankfurt gibt es von Christie noch einige frühere Spionageromane, die sie in den 1920er Jahren verfasst hat, so z. B. The Secret Adversary (1922, dt. Ein gefährlicher Gegner), ein Roman mit den Figuren Tommy und Tuppence, die für den britischen Geheimdienst arbeiten. Weitere Beispiele für Thriller aus der Feder Christies sind N or M (1941) und Destination Unknown (1954). Passenger to Frankfurt hebt sich von den früheren Thrillern jedoch ab, weil die Orte des Romans das idyllische England verlassen und weltweit verteilt sind.
Passenger to Frankfurt steht in der Tradition von Spionagethrillern wie die von John le Carré, ein Genre, das traditionell jedoch eher von männlichen Autoren und männlichen Protagonisten beherrscht wird. Agatha Christie gehört neben Helen MacInnes und Ann Bridge zu den wenigen Autorinnen des „goldenen Zeitalters des Kriminalromans“ zwischen den Weltkriegen, die auch Spionagethriller verfasst haben.

## Rezeption
Das Buch war ein finanzieller Erfolg, es hatte mit einer Auflage von 58.000 Exemplaren die höchste Erstauflage eines Agatha-Christie-Romans.
Die Rezeption nach Erscheinen von Passenger to Frankfurt war durchwachsen. Francis Iles bemerkte in The Guardian, dass das Buch einen eher düsteren Ausblick Christies auf die damals aktuellen politischen Ereignisse widerspiegele. Iles kritisierte außerdem zwei Szenen, wo die Hauptperson Stafford Nye es auf unwahrscheinliche Weise in letzter Sekunde verhindert, von einem Auto überfahren zu werden. Maurice Richardson sagt in The Observer, dass das Buch weder zu ihren besten noch zu ihren schlechtesten Romanen gehöre. In Großbritannien tat die Presse insgesamt Passenger to Frankfurt eher gleichgültig als peinlich ab, während in den USA Passenger to Frankfurt ein Bestseller wurde.
Spätere Kritiken waren noch negativer: So schreibt der Literaturwissenschaftler Robert Barnard zu Passenger to Frankfurt, dass der Roman vom Unwahrscheinlichen zum Unvorstellbaren abgleitet und schließlich in einem unverständlichen Chaos endet. Außerdem bezweifelte Barnard, dass Christie ein klares Verständnis von den Themen hat, über die sie schreibt (Jugendbewegung in den 1960er Jahren, Drogen, ein neuer arischer Supermann). Insgesamt war Barnard der Meinung, dass Christies Versuche im Genre Thriller in der Regel mit desaströsen Ergebnissen endeten.
Eine literaturwissenschaftliche Analyse von Phyllis Lassner aus dem Jahr 2017 hingegen hebt die Besonderheiten des Romans hervor, weil Christie zu den wenigen Autorinnen gehört, die sich auch im Genre Spionagethriller versucht und dort aktiv handelnde Heldinnen einführt, die als Spioninnen agieren und nicht nur als Dekoration für die meist männlichen Protagonisten dienen.
Passenger to Frankfurt gehört zu den wenigen Romanen Agatha Christies, die nicht verfilmt wurden. Die deutsche Erstausgabe wurde erst 2008 von Hachette in der Übersetzung von Leonie Bubenheim erstmals im Rahmen einer Sammlung von Agatha-Christie-Romanen veröffentlicht.

### Textausgaben
- Agatha Christie: Passenger to Frankfurt. Collins Crime Club, London 1970, Hardcover, 256 Seiten.
- Agatha Christie: Passenger to Frankfurt. Dodd Mead and Company, New York 1970, Hardcover, 272 Seiten.
- Agatha Christie: Passagier nach Frankfurt. Übersetzt von Leonie Bubenheim. Hachette, 2008. (deutsche Erstausgabe, sie erschien im Rahmen einer Sammeledition, wobei alle zwei Wochen ein Band mit einem zusätzlichen Magazin erschien. Die gesamte Edition umfasst 84 Titel, Passagier nach Frankfurt erschien als Band 4.[14])
- Agatha Christie: Passagier nach Frankfurt. Neuübersetzung von Julian Haefs. Atlantik, Hamburg 2017.

### Sekundärliteratur
- Robert Barnard: A Talent to Deceive – an appreciation of Agatha Christie. Collins, London 1980, ISBN 0-00-216190-7.
- Phyllis Lassner: Double Trouble: Helen MacInnes's and Agatha Christie's Speculative Spy Thrillers. In: Clare Hanson, Susan Watkins (Hrsg.): The History of British Women's Writing, 1945-1975, Band 9. Macmillan Publishers, London 2017, ISBN 978-1137477361, S. 227–240.